# Осекі (Битівський повіт)
Осекі (пол. Osieki, нім. Wusseken) — село в Польщі, у гміні Божитухом Битівського повіту Поморського воєводства.
Населення — 286 осіб (2011).
У 1975-1998 роках село належало до Слупського воєводства.

## Демографія
Демографічна структура станом на 31 березня 2011 року:
|          | Загалом | Допрацездатний вік | Працездатний вік | Постпрацездатний вік |
| -------- | ------- | ------------------ | ---------------- | -------------------- |
| Чоловіки | 147     | 28                 | 106              | 13                   |
| Жінки    | 139     | 26                 | 87               | 26                   |
| Разом    | 286     | 54                 | 193              | 39                   |